# Urraca di Zamora
Urraca Fernández, detta anche Donna Urraca o Urraca di León (Urraca anche in spagnolo, in asturiano, in aragonese, in portoghese, in galiziano e in catalano e Urraka in basco; León, 1033 circa – León, 1101), fu signora della piazza leonese di Zamora dal 1065 alla sua morte.

## Origine
Come riporta il documento n° XCIV della appendice II delle Antiguedades de España, Urraca era la figlia primogenita del re di Castiglia e re consorte di León, Ferdinando I e della regina del León e regina consorte di Castiglia, Sancha I, che, sia secondo la Historia genealógica y heráldica de la monarquía española, Volume 1, che secondo la Historia De Los Hechos De España di Rodrigo Jimenez De Rada era figlia del re di León e Castiglia Alfonso V e di Elvira Menéndez de Melanda, figlia del Conte di Portucale, il galiziano Menendo González e di sua moglie, Tutadona Moniz de Coimbra (dona Mayor).

Ferdinando, come ci viene confermato dal documento n° 7 della Coleccion diplomatica de la catedral de Pamplona era il figlio maschio ultimogenito del re di Pamplona, conte d'Aragona, conte di Sobrarbe e Ribagorza, conte di Castiglia, Sancho III Garcés il Grande e di Munia, figlia, secondo la Chronica latina regum Castellae, del conte indipendente di Castiglia, conte di Burgos, di Lantarón, di Cerezo e di Álava, Sancho Garcés e di Urraca Gomez.

## Biografia

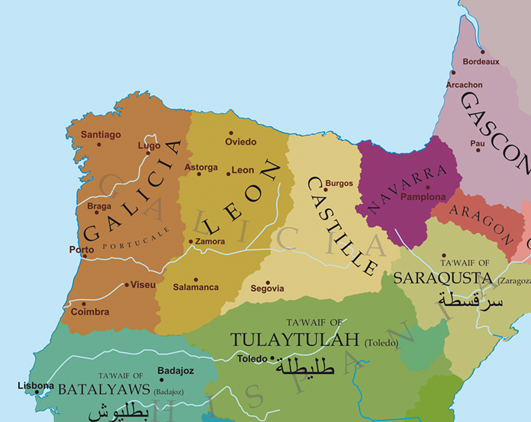
Carta politica del nordest della penisola iberica, onde si vede la distribuzione dei regni al tempo di Urraca. La città di Zamora si trova, nel regno di León sulla riva destra del fiume Duero, vicino al confine col regno di Galizia.

Secondo la Historia silense e il Liber chronicorum, Urraca era la figlia primogenita, nata prima che suo padre, Ferdinando ereditasse il regno di Castiglia.
Urraca viene citata, assieme ai genitori ed ai fratelli, nel documento n° XCIV della appendice II delle Antiguedades de España.
Urraca fu madrina di armi di Rodrigo Díaz de Vivar (il Cid Campeador), quando, nel 1060, fu investito cavaliere dal principe Sancho, nella chiesa di Santiago dei Cavalieri (Zamora).
Urraca viene citata, assieme ai genitori ed ai fratelli, nel documento n°XCVI della Apéndice del Tomo II de la Historia de la Santa A. M. Iglesia de Santiago de Compostela, datato marzo 1065.
Suo padre, Ferdinando I morì nel dicembre 1065, come riportano sia gli Annales Complutenses (Anales castellanos segundos), che gli Annales Compostellani, ed il Chronicon Burgense (Obiit Fernandus Rex in die S. Eugeniæ) e che fu tumulato a León, come riporta il Chronicon Lusitano, nel Pantheon reale (mausoleo) della collegiata di San Isidoro a León. 
Dopo la morte del padre, la madre si ritirò dal potere dividendo, secondo la volontà paterna il regno di León e Castiglia tra i tre figli maschi: 
- a Sancho II toccò la Castiglia;
- ad Alfonso VI il León;
- a Garcia I la Galizia[19].

mentre alle due figlie femmine furono assegnate due signorie: 
- ad Urraca la signoria della città di Zamora;
- ad Elvira la signoria della città di Toro[19].

Dopo la morte della madre, nel 1067, iniziarono i conflitti tra i suoi tre fratelli. Dopo che era terminata (1068) la guerra dei tre Sanchi, sostenuta da suo fratello Sancho II di Castiglia contro il re di Pamplona, Sancho IV e il re d'Aragona, Sancho I, Sancho II e Alfonso VI si accordarono per combattere il fratello Garcia, invadendo il suo regno da nord.
Dopo che, nel 1071, Garcia era stato sconfitto, deposto ed esiliato a Siviglia, Sancho si rivolse contro Alfonso, e già, all'inizio del 1072, Sancho II, oltre al regno di Galizia, aveva occupato il regno di León, riunendo così nuovamente il regno che era stato di suo padre. Alfonso VI fu catturato e Urraca convinse Sancho a permettere al fratello di andare in esilio a Toledo. Ma i nobili del León non accettarono il fatto compiuto e si strinsero attorno alle sorelle del re, soprattutto ad Urraca, che si fortificò nella sua signoria, la città di Zamora.
Sancho II dapprima espugno la signoria di Toro, della sorella Elvira e poi pose l'assedio a Zamora il 4 marzo del 1072. Dopo circa 7 mesi di assedio, Sancho fu assassinato il 6 ottobre del 1072, come conferma la Cronaca Burgense, pare che un nobile zamorano, Bellido Dolfos, forse amante di Urraca, fingendosi disertore, invitò Sancho a seguirlo per fargli vedere il punto debole delle mura, lo separò dalla sua guardia e lo assassinò.
Dopo la morte di Sancho II, i nobili castigliani continuarono l'assedio di Zamora; Alfonso VI, che era tornato in León, si prodigò a garantire che se riconosciuto re di Castiglia avrebbe trattato i nobili castigliani alla stregua dei nobili leonesi; ma il sospetto che Urraca e Alfonso fossero complici nell'assassinio di Sancho era condiviso dalla maggioranza di loro. Alla fine, Alfonso VI fu riconosciuto re di Castiglia dai nobili castigliani, solo dopo che il re giurò la sua innocenza in pubblico, sul sagrato della chiesa di Sant'Agata di Burgos (Il giuramento era stato preteso dai maggiorenti castigliani, tra cui il Cid Campeador). 

Donna Urraca mantenne così la sua piazza di Zamora. 
Negli anni seguenti continuò a seguire la politica castigliana, in sintonia col fratello Alfonso. Solo negli ultimi anni di vita abbandonò le preoccupazioni di governo per dedicarsi ad opere di carità, come viene riportato da diversi documenti e si ritirò in un convento del León dove morì nel 1101, come riportano gli Anales Toledanos I. 
Fu sepolta nella Basilica di Sant’Isidoro, a León, dove erano sepolti i suoi genitori ed i fratelli, il re García I di Galizia e la infanta Elvira di Toro.
Sul sepolcro fu scolpito il seguente epitaffio latino:
H. R. DOMNA URRACA REGINA DE ZAMORA, FILIA REGIS MAGNI FERDINANDI. HAEC AMPLIFICAVIT ECCLESIAM ISTAM, ET MULTIS MUNERIBUS DITAVIT. ET QUIA BEATUM ISIDORUM SUPER OMNIA DILIGEBAT. EJUS SERVITIO SUBJUGAVIT. OBIIT ERA MCXXXVIIII...NOBILIS URRACA JACET HOC TUMULO TUMULATA HESPERIAEQUE DECUS HEU TENET HIC LOCULUS HAEC FUIT OPTANDI PROLES REGIS FREDENANDI. AST REGINA FUIT SANCTIA QUAE GENUIT CENTIES UNDECIES SOL VOLVERAT ET SEMEL ANNUM CARNE QUOD OBTECTUS SPONTE.

## Ascendenza
|                              |                    |                            | Genitori                          |  |  | Nonni |  |  | Bisnonni                     |  |  | Trisnonni                   |  |
|                              |                    |                            |                                   |  |  |       |  |  | García II Sánchez di Navarra |  |  | Sancho II Garcés di Navarra |  |
|                              |                    |                            |                                   |  |  |       |  |  | García II Sánchez di Navarra |  |  | Sancho II Garcés di Navarra |  |
|                              |                    | Urraca di Castiglia        |                                   |  |  |       |  |  | García II Sánchez di Navarra |  |  |                             |  |
| Sancho III Garcés di Navarra |                    |                            |                                   |  |  |       |  |  | García II Sánchez di Navarra |  |  |                             |  |
|                              |                    | Jimena Fernández           | Fernando Bermúdez                 |  |  |       |  |  |                              |  |  |                             |  |
|                              |                    | Jimena Fernández           | Fernando Bermúdez                 |  |  |       |  |  |                              |  |  |                             |  |
|                              |                    | Jimena Fernández           | Elvira                            |  |  |       |  |  |                              |  |  |                             |  |
| Ferdinando I di Castiglia    |                    | Jimena Fernández           |                                   |  |  |       |  |  |                              |  |  |                             |  |
|                              |                    | Sancho Garcés              | García Fernández                  |  |  |       |  |  |                              |  |  |                             |  |
|                              |                    | Sancho Garcés              | García Fernández                  |  |  |       |  |  |                              |  |  |                             |  |
|                              |                    | Sancho Garcés              | Ava di Ribagorza                  |  |  |       |  |  |                              |  |  |                             |  |
| Munia di Castiglia           |                    | Sancho Garcés              |                                   |  |  |       |  |  |                              |  |  |                             |  |
|                              |                    | Urraca Gomez               | Gomez Diaz                        |  |  |       |  |  |                              |  |  |                             |  |
|                              |                    | Urraca Gomez               | Gomez Diaz                        |  |  |       |  |  |                              |  |  |                             |  |
|                              |                    | Urraca Gomez               | Muniadomna Fernandez di Castiglia |  |  |       |  |  |                              |  |  |                             |  |
| Urraca di Zamora             |                    | Urraca Gomez               |                                   |  |  |       |  |  |                              |  |  |                             |  |
|                              | Bermudo II di León | Ordoño III di León         |                                   |  |  |       |  |  |                              |  |  |                             |  |
|                              | Bermudo II di León | Ordoño III di León         |                                   |  |  |       |  |  |                              |  |  |                             |  |
|                              | Bermudo II di León | Aragonta Pelaez            |                                   |  |  |       |  |  |                              |  |  |                             |  |
| Alfonso V di León            | Bermudo II di León |                            |                                   |  |  |       |  |  |                              |  |  |                             |  |
|                              |                    | Elvira Garcés di Castiglia | García Fernández                  |  |  |       |  |  |                              |  |  |                             |  |
|                              |                    | Elvira Garcés di Castiglia | García Fernández                  |  |  |       |  |  |                              |  |  |                             |  |
|                              |                    | Elvira Garcés di Castiglia | Ava di Ribagorza                  |  |  |       |  |  |                              |  |  |                             |  |
| Sancha I di León             |                    | Elvira Garcés di Castiglia |                                   |  |  |       |  |  |                              |  |  |                             |  |
|                              |                    | Menendo González           | …                                 |  |  |       |  |  |                              |  |  |                             |  |
|                              |                    | Menendo González           | …                                 |  |  |       |  |  |                              |  |  |                             |  |
|                              |                    | Menendo González           | …                                 |  |  |       |  |  |                              |  |  |                             |  |
| Elvira Menéndez de Melanda   |                    | Menendo González           |                                   |  |  |       |  |  |                              |  |  |                             |  |
|                              |                    | Toda Domna                 | …                                 |  |  |       |  |  |                              |  |  |                             |  |
|                              |                    | Toda Domna                 | …                                 |  |  |       |  |  |                              |  |  |                             |  |
|                              |                    | Toda Domna                 | …                                 |  |  |       |  |  |                              |  |  |                             |  |
|                              |                    | Toda Domna                 |                                   |  |  |       |  |  |                              |  |  |                             |  |

### Fonti primarie
- (LA)  Cartulario del infantado de Covarrubias.
- (LA)  España sagrada. Volumen 23
- (LA)  #ES España sagrada, tomo XVI
- (LA)  https://www.mgh-bibliothek.de/dokumente/b/b033335+0001.pdf[collegamento interrotto].
- (LA)  #ES Cartulario del Monasterio de Eslonza.
- (LA) #ES Historia silense).
- (LA)  Antiguedades de España
- (LA)  (ES)  #ES Historia de la Santa A. M. Iglesia de Santiago de Compostela, Tomo II.

### Letteratura storiografica
- Rafael Altamira, Il califfato occidentale, in «Storia del mondo medievale», vol. II, 1999, pp. 477–515
- Rafael Altamira, La Spagna (1031-1248), in «Storia del mondo medievale», vol. V, 1999, pp. 865–896
- (ES)  Crónica Latina de los reyes de Castilla.
- (EN)  The Kingdom of León-Castilla under King Alfonso VI
- (ES)  #ES Historia genealógica y heráldica de la monarquía española, Volume 1
- (ES)  Historia De Los Hechos De Españara
- (ES)  #ES Memorias de las reynas catholicas.
- (ES)  #ES TRADUCCION DE LA «HISTORIA RODERICI»